# Předlidé
Předlidé (jiným názvem Před-lidé, anglicky The Pre-Persons) je vědeckofantastická povídka/noveleta amerického spisovatele Philipa K. Dicka, která vyšla poprvé v říjnu 1974 v magazínu The Magazine of Fantasy and Science Fiction. Název naznačuje základní otázku: kdy lidský organismus dosáhne skutečné identity?
Příběh je odpovědí na ostře sledovaný případ Roeová versus Wade z roku 1973, kdy se autor staví proti potratům. Předkládá budoucnost, kde Kongres Spojených států amerických přijal rozšíření potratového zákona a legalizoval „potraty“ až do věku, kdy člověk získá duši. Tato hranice je určena věkem 12 let, tzn. děti mladší tohoto věku jsou považovány za „předlidi“ a sváženy do detenčních středisek, kde mohou být usmrceny.

## Postavy
- Walter – 12letý chlapec
- Jeff Vogel – chlapec odvezený do detenčního centra, kamarád Waltera
- Earl Fleischhacker – další odchycený chlapec
- Pete Bride – kamarád Waltera
- Zack Yablonski – kamarád Waltera
- Ben Blaire – kamarád Waltera
- Harry Gottlieb – kamarád Waltera
- Oscar Ferris – řidič potratového náklaďáku
- Cynthia Bestová – matka Waltera
- Ian Best – otec Waltera
- Tim – syn Eda Gantra
- Ed Gantro – doktor matematických věd ze Stanfordovy univerzity
- Sam B. Carpenter – vedoucí detenčního střediska

## Děj
Kongres Spojených států amerických přijal rozšíření potratového zákona, které říká, že teprve od věku 12 let má dítě duši. Do té doby je považováno za "předčlověka" bez duše a může být odvezeno do některého ze speciálních detenčních středisek, kde je buď někým adoptováno nebo po 30 dnech pobytu usmrceno. Odvoz zajišťuje zamřížovaný náklaďák, který si mohou objednat na své vlastní dítě rodiče, nebo může být proveden odchyt přímo v terénu. Všechny děti znají znělku tohoto automobilu, kterého se děsí.

Walterovi vysvětluje matka, jak se věci mají s potratovým náklaďákem a detenčním zařízením a že se nemusí bát odchytu, protože už přesáhl hranici 12 let. Chlapce to neuklidní a pomyslí si: „To ty nemáš duši, ne my!“ Otec mu pak řekne, že zákon prosadila vlivná skupina žen známá jako "kastrující samice". S jednou takovou bydlí pod jednou střechou. 
Nákladní vůz zadrží chlapce Tima. Jeho otec Ed Gantro si vynutí, že se nechá odvézt do detenčního zařízení společně s ním. Řidič Oscar Ferris si vyžádá instrukce ze střediska a odváží nalezence i s Edem. Cestou jim vysvětluje důvody tohoto procesu. Nulový růst populace jako řešení energetické a potravinové krize. Vedoucí střediska Sam B. Carpenter tuší problémy, že mu Ferris dovezl dospělou osobu. Nemýlí se. Nařídí pustit Gantra i chlapce, ale je pozdě, informace se dostane k zástupcům médií. 
Pro Gantra, jeho syna Tima a další dva chlapce přijede Ian Best. Cestou domů si muži chvíli pěstují falešnou naději, že by z tohoto odporného místa uprchli na kanadský ostrov Vancouver, ale oběma je jasné, že je to jen iluze. Jejich životy ovládají manželky.

## Česká vydání
Česky vyšla povídka v následujících sbírkách nebo antologiích (k roku 2025):
Pod názvem Předlidé
- Exalticon 1991/04 (Polaris, 1991)
- Výplata (Baronet, 2004)

Pod názvem Před-lidé
- Zlatý muž (Laser, 1995)